# Третья столица (историко-культурный проект)
«Третья столица» — историко-культурный и информационно-просветительский проект, приуроченный к 300-летию города Омска и реализованный в 2016 году. Посвящён периоду Гражданской войны в России, когда Омск являлся столицей Белого движения и Российского государства.

## История создания проекта
Проект под первоначальным названием «Белая столица» обсуждался в июне 2016 года на заседании дискуссионного круглого стола Омского регионального отделения Союза краеведов России в Омском государственном историко-краеведческом музее. По замыслу краеведов, историков и инициатора проекта А. И. Голушко, проект имел целью популяризацию объектов культурного и исторического наследия в Омске, связанных с историей Гражданской войны. Для осуществления проекта была предусмотрена установка информационных знаков с QR-кодами на фасадах зданий, в которых в годы Гражданской войны находились административные структуры власти Российского государства, а также тех, в которых жил и работал Верховный правитель адмирал А. В. Колчак.
Историки и краеведы считают, что памятник начинает «работать» лишь тогда, когда он способен что-то поведать зрителю посредством соответствующей информационной таблички или мемориальной доски. Председатель Омского отделения ВООПИиК Н. Шалмин пояснял, что в этом отношении Омск довольно безлик: большинство людей, которые ходят по улицам, не представляют, чем интересно то или иное здание, какие с ним связаны исторические события и имена, насколько оно было значимым для России в тот период времени; при мемориализации не стоит ограничиваться именем Колчака, а предпочтительнее сделать акцент на Гражданской войне как таковой вообще.

## Реализация

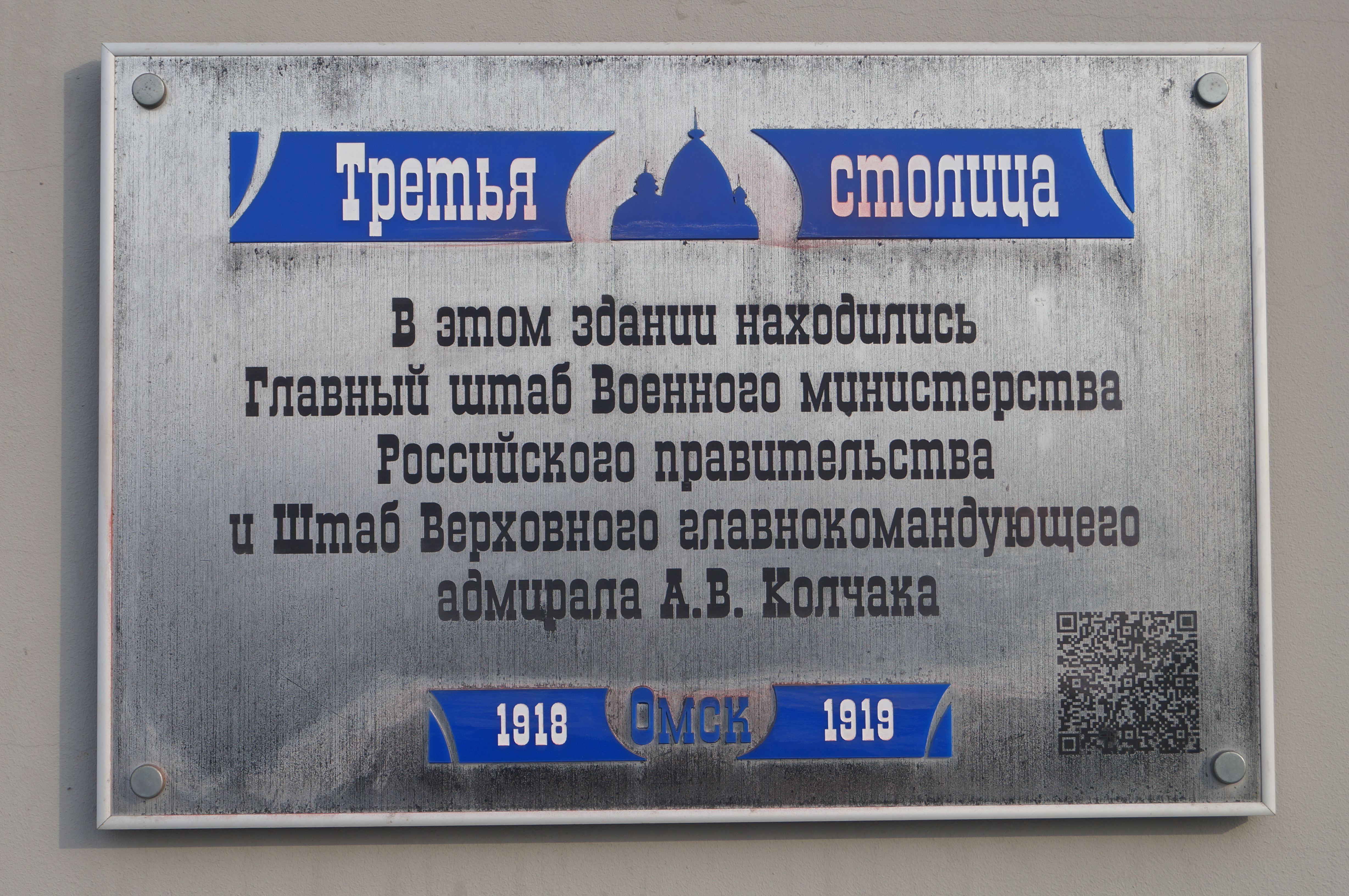
Одна из первых табличек проекта после устранения следов вандализации 2019 года. Фото сделано в феврале 2020

Информационно-просветительский проект стартовал в Омске 5 августа 2016 года под изменённым названием «Третья столица». В церемонии торжественного открытия первого информационного знака на здании генерал-губернаторского дворца приняли участие глава оргкомитета по празднованию юбилея Омска министр культуры В. Р. Мединский, член Совета Федерации Федерального Собрания от Омской области А. И. Голушко, историки, краеведы и представители общественности города. Сенатор А. И. Голушко на церемонии открытия сообщил, что проект носит информационный характер и открыт для образовательных нужд молодого поколения омичей и гостей города. Первая открытая информационная табличка повествует о том, что в годы Гражданской войны в этом доме находились Совет министров Российского правительства и канцелярия Верховного правителя России адмирала А. В. Колчака.

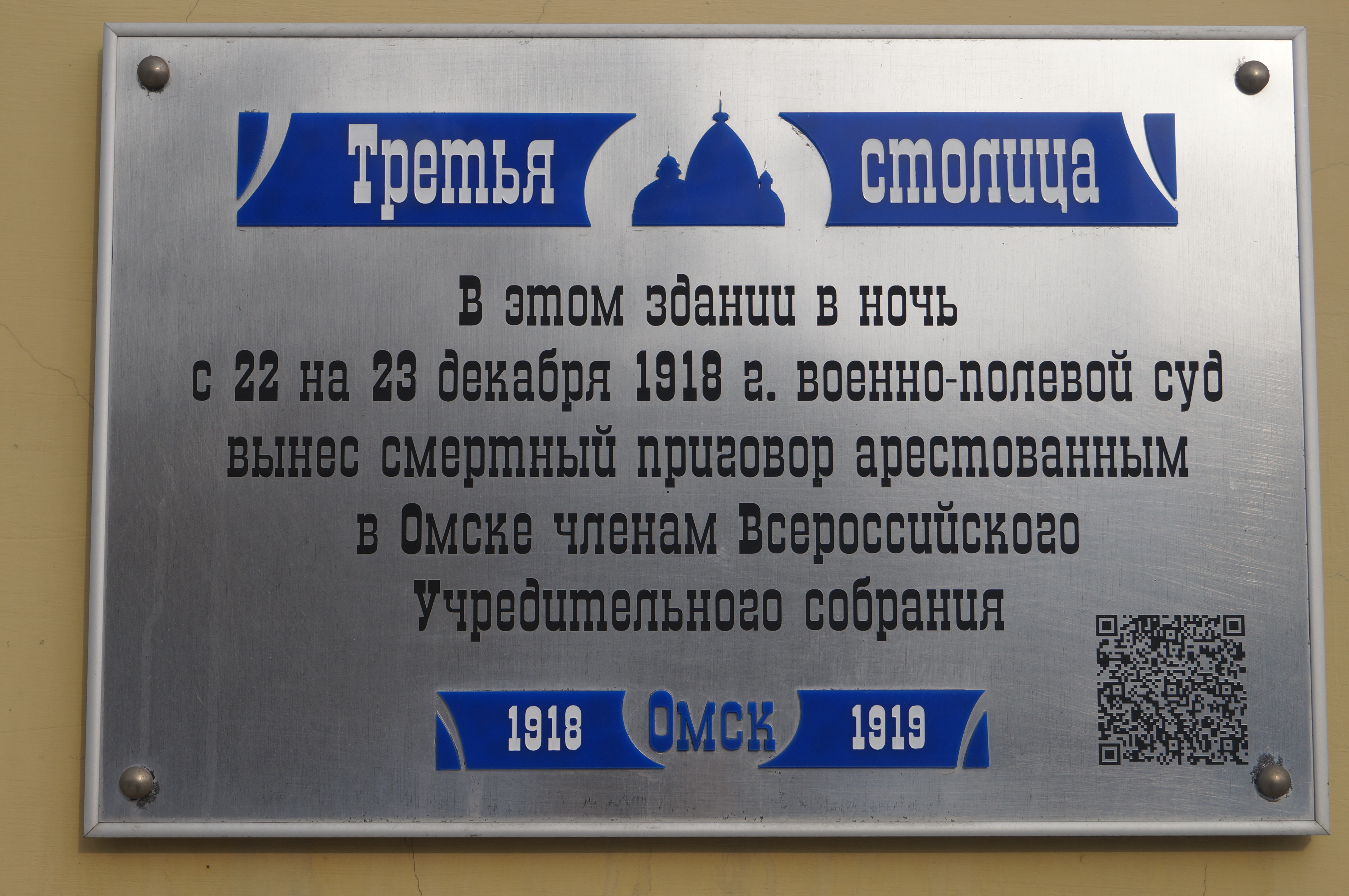
Табличка Проекта на здании бывшего Омского Гарнизонного собрания (сегодня Областного дома ветеранов), где после восстания большевиков 22-23 декабря 1918 должен был заседать военно-полевой суд

На стадии разработки проекта при обсуждении его концепции с представителями общественности и историками был выработан список из 20 зданий города, непосредственно связанных с периодом, когда Омск был столицей России, на которых в течение 2016 года были установлены информационные знаки. На информационных табличках размещена информация о том, каким образом то или иное здание было связано в событиями 1918—1919 годов, какое учреждение или государственный деятель его занимали. На таблички также нанесён QR-код, позволяющий любому обладателю смартфона получить подробные сведения по тому или иному зданию с информационным знаком на фасаде. Эти коды ссылаются на сайт платформы туристических гидов IZI-travel.
В числе зданий, задействованных в просветительском проекте:
- бывшее здание Государственного банка Российской империи, в котором хранился золотой запас страны;
- Государственный университет путей сообщения (бывшее здание железной дороги), где находились Ставка Верховного Главнокомандования Русской армии и Министерство путей сообщения Российского правительства;
- аграрный техникум (здание бывшего коммерческого училища), где размещались Главный штаб Военного министерства Российского правительства и штаб Верховного главнокомандующего адмирала А. В. Колчака;
- дом полковника В. И. Волкова, в котором адмирал А. В. Колчак около месяца проживал, занимая должность Военного министра Директории,
- здание Омского кадетского корпуса, в котором с 1902 по 1908 годы учился герой Первой мировой и Гражданской войн, генерал-лейтенант, Георгиевский кавалер А. Н. Пепеляев[6].

## Отношение к табличкам

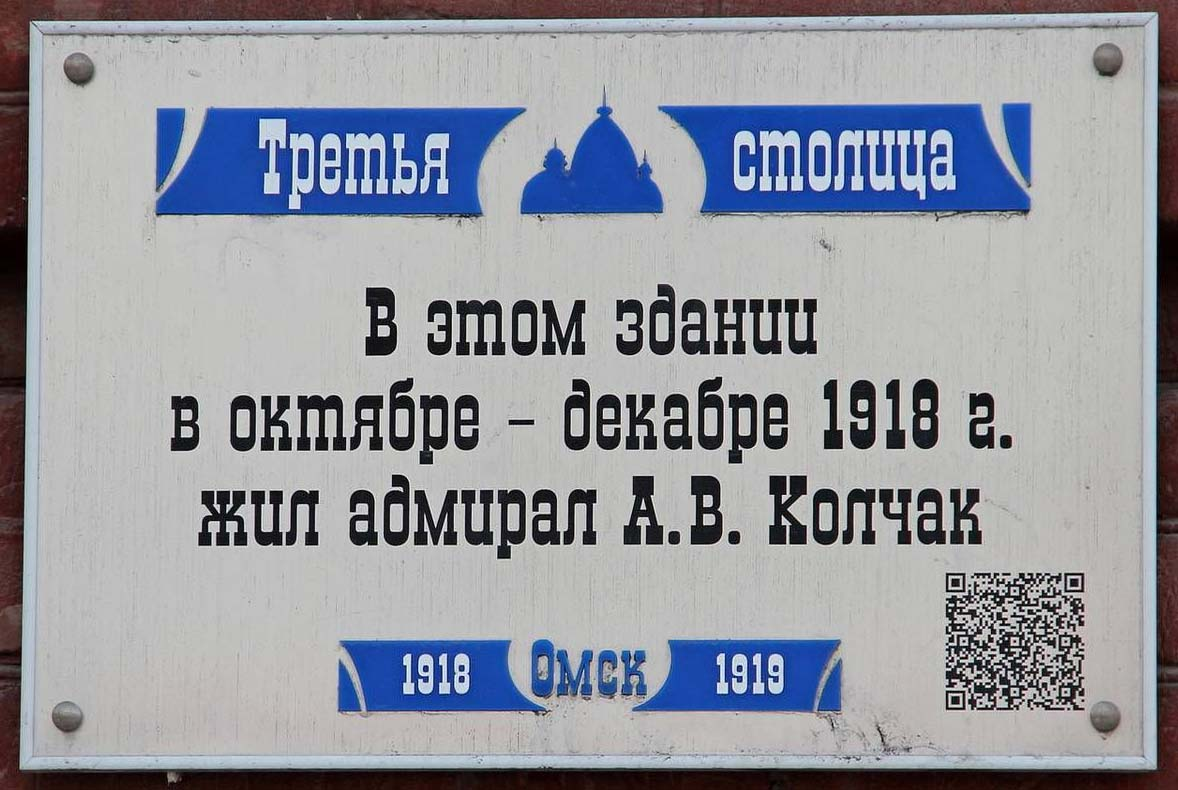
Доска проекта на здании особняка полковника В. И. Волкова, в котором адмирал А. В. Колчак около месяца проживал, занимая должность Военного министра Директории

Петербургский историк и музеолог Ю. З. Кантор высоко оценила идею, что в Омске «есть таблички, рассказывающие о „бытовании“ зданий в период Гражданской войны — какое министерство или ведомство там находилось». Новосибирский историк Е. И. Красильникова по итогам изучения существующей в городах Сибири мемориальной инфраструктуры, связанной с Гражданской войной, сочла (отдельно не выделяя данный проект) актуальным сделать акцент на признании трагедии войны, в которой невозможно установить объективно чью-то правоту или вину, и призвала к поиску новых символов, оценочно-нейтральных, но при этом ассоциативно связанных с сибирской драмой тех лет.
Через несколько лет после установки табличек против них стали активно выступать местные коммунистические организации, а также вандалы. В феврале 2019 года возмущение вызвала якобы «только что появившаяся» доска на здании военкомата на улице Пушкина, и главному архивисту Центра изучения Гражданской войны Исторического архива Омской области Д. И. Петину пришлось объяснять и рассказывать историю установки этой доски ещё осенью 2016 года.
В мае 2019 года была облита краской доска проекта на здании генерал-губернаторского дворца, в котором располагается один из корпусов музея имени Врубеля. Одновременно один из депутатов в ходе заседания городского совета потребовал от мэрии сообщить, «на каком основании в газете „Вечерний Омск“, финансируемой из городского бюджета, идет героизация Колчака».

## На платформе туристических гидов
На платформе туристических гидов IZI-travel, на сайт которой ведут QR-коды со всех информационных знаков, установленных на фасадах зданий Омска, показан одноимённый маршрут по объектам проекта. На странице платформы представлена карта, где отмечены здания-участники проекта, с подробным описанием значения каждого из этих памятников истории Гражданской войны.